# 田曉蕾
田曉蕾(Angel,Tian Xiao Lei，1985年10月4日—)，山東威海人。2006年綜藝滿天星年度總冠軍，2007年亞洲小姐競選中國內地(華東賽區)季軍。為新一代演藝人才。

## 演藝經歷
- 青島啤酒節
- 濟南國際車展
- 2005年 “齊魯之星”年度總決賽-最佳上鏡獎。
- 2006年 “綜藝滿天星”年度總決賽-冠軍
- 2006年 “綜藝滿天星”年度總決賽-最佳上鏡獎。
- 2007年 亞洲小姐競選中國內地(華東賽區)總決賽-季軍
- 2007年 亞洲小姐競選中國內地(華東賽區)總決賽-最佳上鏡獎。
- 2007年 亞洲小姐競選中國內地賽區-最具氣質獎。
- 2009年 參加十大孝子評選的頒獎模特。
- 2009年 參加《喜劇學院》
- 2009年 擔任山東衛視《不亦樂乎》主持人
- 山東綜藝頻道 《派對》

## 外部連結
- Angel曉蕾的新浪博客